# Danganronpa 3: The End of Hope's Peak High School
Danganronpa 3: The End of Hope's Peak High School (ダンガンロンパ3 –The End of 希望ヶ峰学園–, Danganronpa 3: Ji Endo obu Kibōgamine Gakuen) est une série télévisée d'animation japonaise de 24 épisodes basée sur la série de jeux vidéo de Spike Chunsoft, Danganronpa. La série, produite par le studio d'animation Lerche, est divisée en deux parties distinctes diffusées en parallèle entre juillet et septembre 2016 : Danganronpa 3 : Désespoir (ダンガンロンパ３ The End of 希望ヶ峰学園 絶望編, Danganronpa 3 -The End of Kibōgamine Gakuen- Zetsubō-hen) qui sert de prequel aux événements décrits dans les jeux et Danganronpa 3 : Futur (ダンガンロンパ３ The End of 希望ヶ峰学園 未来編, Danganronpa 3 -The End of Kibōgamine Gakuen- Mirai-hen) qui sert de conclusion à l'arc narratif de Hope's Peak Academy. Un épisode final, Danganronpa 3 : Espoir, est sorti le 29 septembre 2016,,.

## Synopsis
Danganronpa 3 : Désespoir se déroule avant les événements décrits dans Danganronpa: Trigger Happy Havoc. Chisa Yukizome est une nouvelle professeure à Hope's Peak Academy et devient la principale de la classe 77. Pendant ce temps, un étudiant sans talent de la réserve se porte volontaire pour subir des expériences ayant pour but de créer l'« Espoir Ultime ». L'histoire suit tous les événements qui donneront naissance aux « Désespoir Ultime », puis à la Tragédie.
Danganronpa 3 : Futur se déroule juste après Danganronpa 2: Goodbye Despair. Makoto, suspecté de trahison pour avoir aidé les membres de la classe 77 sous l'influence de Junko contre l'avis de la Future Foundation, est convoqué au siège pour être puni. Au cours de la réunion à laquelle assistent la plupart des dirigeants ainsi que Kyoko Kirigiri, Aoi Asahina et Yasuhiro Hagakure, Monokuma apparaît et lance une nouvelle tuerie. Alors que les différents participants essaient de survivre, différentes visions contradictoires de l'espoir apparaissent.

## Liste des épisodes

### Danganronpa 3: Désespoir
| No | Titre français                                                     | Titre japonais                 | Titre japonais                                   | Date de 1re diffusion |
| No | Titre français                                                     | Kanji                          | Rōmaji                                           | Date de 1re diffusion |
| -- | ------------------------------------------------------------------ | ------------------------------ | ------------------------------------------------ | --------------------- |
| 1  | De retour à l'académie Kibôgamine                                  | ただいま希望ヶ峰学園           | Tadaima Kibōgamine Gakuen                        | 14 juillet 2016       |
| 2  | Te dire ce que je pense                                            | したごころを君に               | Shita gokoro o kimi ni                           | 21 juillet 2016       |
| 3  | Adieu à tout avenir                                                | 全ての未来にさよならを         | Subete no mirai ni sayonara o                    | 28 juillet 2016       |
| 4  | La mélancolie de Komaeda Nagito, sa stupéfaction et sa disparition | 狛枝凪斗の憂鬱と驚愕と消失     | Komaeda Nagito no yūutsu to kyōgaku to shōshitsu | 4 août 2016           |
| 5  | Le Début de la fin                                                 | 終わりの始まり                 | Owari no hajimari                                | 11 août 2016          |
| 6  | Une rencontre guidée par le destin et le désespoir                 | 絶望的に運命的な出会い         | Zetsubō-teki ni unmei-teki na deai               | 18 août 2016          |
| 7  | Le Pire Incident de l'histoire de l'académie Kibôgamine            | 希望ヶ峰学園史上最大最悪の事件 | Kibōgamine Gakuen shijō saidai saiaku no jiken   | 25 août 2016          |
| 8  | Les pires retrouvailles dues au hasard                             | 偶然にも最悪な再会             | Gūzen ni mo saiaku na saikai                     | 1er septembre 2016    |
| 9  | Yukizome Chisa ne sourit pas                                       | 雪染ちさは笑わない             | Yukizome Chisa wa Warawanai                      | 8 septembre 2016      |
| 10 | Souris d'un désespoir déguisé en espoir                            | 君は希望という名の絶望に微笑む | Kimi wa kibō to iu na no zetsubō ni hohoemu      | 15 septembre 2016     |
| 11 | Adieu, Kibôgamine                                                  | さよなら希望ヶ峰学園           | Sayonara Kibōgamine Gakuen                       | 22 septembre 2016     |

### Danganronpa 3: Futur
| No | Titre en français                      | Titre original                  | Date de 1re diffusion |
| -- | -------------------------------------- | ------------------------------- | --------------------- |
| 1  | Third Time's the Charm                 | Third Time's the Charm          | 11 juillet 2016       |
| 2  | Pendez la sorcière                     | Hang the Witch                  | 18 juillet 2016       |
| 3  | Cruelle violence et mots vides de sens | Cruel Violence and Hollow Words | 25 juillet 2016       |
| 4  | Qui est un menteur                     | Who is a Liar                   | 1er août 2016         |
| 5  | Rêves de jours distants                | Dreams of Distant Days          | 8 août 2016           |
| 6  | Aucun Homme n'est une île              | No Man is an Island             | 15 août 2016          |
| 7  | Ultra Despair Girls                    | Ultra Despair Girls             | 22 août 2016          |
| 8  | Qui a tué le Rouge-Gorge ?             | Who Killed Cock Robin?          | 29 août 2016          |
| 9  | Tu es ma raison de mourir              | You Are My Reason to Die        | 5 septembre 2016      |
| 10 | Mort, Destruction, Désespoir           | Death, Destruction, Despair     | 12 septembre 2016     |
| 11 | Toutes bonnes choses                   | All Good Things                 | 19 septembre 2016     |
| 12 | C'est toujours le plus sombre          | It Is Always Darkest            | 26 septembre 2016     |

### Danganronpa 3: Espoir
| No | Titre français                                   | Titre japonais           | Titre japonais                       | Date de 1re diffusion |
| No | Titre français                                   | Kanji                    | Rōmaji                               | Date de 1re diffusion |
| -- | ------------------------------------------------ | ------------------------ | ------------------------------------ | --------------------- |
| 1  | Le Lycée de l'Espoir et les Lycéens du Désespoir | 希望の学園と絶望の高校生 | Kibō no gakuen to zetsubō no kōkōsei | 29 septembre 2016     |

### OAV
| No | Titre français                                             | Titre japonais                                   | Titre japonais                                            | Date de 1re diffusion |
| No | Titre français                                             | Kanji                                            | Rōmaji                                                    | Date de 1re diffusion |
| -- | ---------------------------------------------------------- | ------------------------------------------------ | --------------------------------------------------------- | --------------------- |
| 1  | Super Danganronpa 2.5: Nagito Komaeda to sekai no hakaisha | スーパーダンガンロンパ2.5 狛枝凪斗と世界の破壊者 | Sūpā Danganronpa 2.5: Komaeda Nagito to sekai no hakaisha | 12 janvier 2017       |

### Ordre de visionnage
La diffusion des épisodes alternait entre Danganronpa 3 : Future et Danganronpa 3 : Désespoir. Il est donc conseillé de commencer par l'épisode 1 de l'Arc Future puis l'épisode 1 de l'Arc Désespoir, 2ème de Future, 2ème de Désespoir et ainsi de suite. Pour finir, regarder l'épisode de l'Arc Espoir. 